# Hans Herwig
Hans Herwig est un producteur de cinéma et réalisateur autrichien, né le 10 avril 1909 à Vienne (Autriche) et mort le 5 octobre 1967 en Allemagne.

## Filmographie

### Producteur
- 1950 : Mystère à Shanghaï, de Roger Blanc
- 1952 : Les Surprises d'une nuit de noces, de Jean Vallée
- 1953 : L'Étrange Amazone, de Jean Vallée
- 1955 : Passion de femmes

### Réalisateur
- 1955 : Passion de femmes
- 1961 : La Fille du torrent